# Общая физическая подготовка
О́бщая физи́ческая подгото́вка (сокр. о́бщая физподгото́вка аббрев. ОФП) — система физических упражнений для укрепления здоровья и развития всех физических качеств (ловкости, координации, выносливости, гибкости, скорости, силы), направленных на всестороннее физическое развитие человека. При составлении набора упражнений ОФП следует избегать узкой специализации и излишнего развития одного физического качества за счёт и в ущерб остальных. ОФП отличают от СФП.

## Описание
Цель
Целью ОФП является укрепление здоровья и закладывание основы для дальнейшего развития.
Средство
- Физические упражнения (ходьба, бег, прыжки, плавание)
- Оздоровительные силы природы (воздух, вода)
- Гигиенические факторы[5] (гигиеническая гимнастика, закаливание)

Польза
- Укрепление здоровья (дыхательной, сердечно-сосудистой, мышечной систем)
- Развитие всесторонних физических качеств (ловкости, координации, выносливости, гибкости, скорости, силы)
- Повышение уровня физических возможностей и общей работоспособности
- Создание основы для специальной физической подготовки (СФП) и достижения высоких результатов в выбранной сфере деятельности (трудовой, военной, спортивной) и отсутствие возрастных или половых ограничений